# Golka
 (décembre 2020).
Si vous disposez d'ouvrages ou d'articles de référence ou si vous connaissez des sites web de qualité traitant du thème abordé ici, merci de compléter l'article en donnant les références utiles à sa vérifiabilité et en les liant à la section « Notes et références ».

Le Golka est un fromage polonais semblable à l’Oscypek/oštiepok, mais fabriqué avec du lait provenant de bovins. Le Golka a aussi une forme cylindrique différente de celle de l’Oscypek qui est effilé aux deux extrémités et qui a donc plus une forme de fuseau. 